# Afemo Omilami
Afemo Omilami est un acteur américain né le 13 décembre 1950 à Petersburg, Virginie (États-Unis).

## Filmographie
- 1979 : Freedom Road (TV) : Young Black Man with Scars
- 1983 : Rage of Angels (TV) : Vet #1
- 1983 : Un fauteuil pour deux (Trading Places) de John Landis : Longshoreman
- 1981 : Another Life (série télévisée) : Samir Fayyad (1984)
- 1984 : Deux flics à Miami (Miami Vice) - Saison 1, épisode 4 : Desmond Maxwell
- 1986 : Une baraque à tout casser (The Money Pit) : Bernie
- 1989 : Glory : Tall contraband
- 1990 : Murder in Mississippi (en) (TV) : Bob Moses
- 1990 : L'Héritière suspecte (Caroline?) (TV) : chauffeur de taxi
- 1990 : Le Chemin de la liberté (The Long Walk Home) : chauffeur de taxi
- 1990 : Web of Deceit (TV) : Bailiff
- 1991 : Meurtre entre chiens et loup (In the Line of Duty: Manhunt in the Dakotas) (TV) : gardien de prison
- 1991 : White Lie (TV) : Bartender
- 1993 : Sankofa : Noble Ali
- 1993 : La Firme (The Firm) : Cotton Truck Driver
- 1993 : L'Affaire Karen McCoy (The Real McCoy) : Cab Dispatcher
- 1994 : Forrest Gump : Drill Sergeant
- 1994 : Un simple détour du destin (A Simple Twist of Fate) : Bailiff
- 1994 : Drop Squad : Berl (Flip) Mangum
- 1994 : À chacun sa guerre (The War) : Quarry Man
- 1995 : ¸Gordy : Krugman
- 1997 : Flash (TV) : Sam Parker
- 1999 : Selma, Lord, Selma (TV) : John Webb
- 1999 : Funny Valentines (TV) : Ephraim Lee
- 1999 : Un vent de folie (Forces of Nature) : Cab Driver
- 1999 : L'Affaire Noah Dearborn (The Simple Life of Noah Dearborn) (TV) : père de Noah
- 1999 : 50 degrés Fahrenheit (Chill Factor) : Courtroom Colonel
- 1999 : Wayward Son : Horace
- 1999 : À tombeau ouvert (Bringing Out the Dead) : Griss
- 2000 : Animal Factory : capitaine Midnight
- 2000 : Tigerland : SFC Ezra Landers
- 2000 : Le Plus Beau des combats (Remember the Titans) : Charles Campbell
- 2000 : Le Prix du courage (The Runaway) (TV) : Jule Monroe
- 2001 : Rustin : Mel Jones
- 2002 : Nowhere Road
- 2002 : Baby of the Family
- 2002 : Drumline : président Wagner
- 2002 : Autour de Lucy (I'm with Lucy) : Cab Driver #1
- 2002 : Fashion victime (Sweet Home Alabama) : Jimmy Lee
- 2003 : Le Maître du jeu (Runaway Jury) de Gary Fleder : chauffeur de SUV
- 2003 : Retour à Cold Mountain (Cold Mountain) : Joshua
- 2004 : Alamo (The Alamo) : Sam
- 2004 : Ray : Angry Husband
- 2005 : Heavens Fall : Leonard George
- 2006 : Les Chemins du triomphe (Glory Road) : Mr Flournoy
- 2006 : Madea's Family Reunion : Isaac Sr.
- 2007 : The List de Gary Wheeler : A.L. Jenkins
- 2007-2008 : Ghost Whisperer : l’homme aux archives municipales (saison 3, épisodes 1, 2 et 17)
- 2010 : Wake (Beneath the Dark) de Chad Feehan : The Man
- 2013 : G.I. Joe : Conspiration : Chef d'Etat Major des Armées
- 2015 : Terminator Genisys, d'Alan Taylor : Perry
- 2016 : Saints & Sinners : Noah St. Charles